# Nati nel 1326
| Questa pagina contiene informazioni ricavate automaticamente dalle voci biografiche con l'ausilio del template Bio e di un bot. L'aggiornamento è periodico e automatico e ricostruisce completamente la pagina. Se manca una persona in questa lista, sei pregato di non aggiungerla, ma accertati piuttosto che la sua voce biografica contenga il template Bio e che i dati anagrafici siano correttamente compilati. Se il template Bio manca, inseriscilo tu stesso o, in alternativa, metti l'avviso {{tmp\|Bio}} che ne segnala la mancanza. Se i dati riportati sono sbagliati, correggi direttamente la voce biografica; le modifiche saranno visibili in questa lista entro pochi giorni. Per chiarimenti vedi il progetto biografie. La lista contiene solo le 16 persone che sono citate nell'enciclopedia e per le quali è stato implementato correttamente il template Bio. Pagina aggiornata al 2 mag 2025. |

- 5 marzo - Luigi I d'Ungheria, re ungherese († 1382)
- 30 marzo - Ivan II di Russia, principe russo († 1359)
- 1º maggio - Rinchinbal Khan, imperatore cinese († 1332)
- 8 maggio - Giovanna I d'Alvernia, contessa francese († 1360)
- 29 giugno - Murad I, sultano ottomano († 1389)
- Guglielmo d'Aigrefeuille il Vecchio, cardinale e arcivescovo cattolico francese († 1369)
- Beatrice d'Aragona, nobile († 1365)
- Andrea Bontempi, cardinale e arcivescovo cattolico italiano († 1390)
- Edmondo Plantageneto, II conte di Kent, nobile inglese († 1331)
- Giovanna di Navarra, principessa († 1387)
- Giovanni I di Meclemburgo-Stargard, duca
- Carlo de La Cerda, nobile († 1354)
- Narinaga, giapponese († 1338)
- Elisabetta di Polonia, nobile polacca († 1361)
- Tommaso da Modena, pittore e miniatore italiano († 1379)
- Fratelli Zeno, navigatore italiano († 1402)